# Post Brauerei Weiler und Siebers-Quelle
Die Post Brauerei Weiler ist eine Privatbrauerei mit zugehörigem Gasthof in Weiler im Allgäu, deren Brauereitradition bis 1650 zurückreicht. Die ehemalige Königlich Bayerische Posthalterei und Brauerei befindet sich seit 1907 im Familienbesitz der Familie Zinth und ist heute Teil der Post Brauerei Weiler u. Siebers-Quelle Anton Zinth GmbH & Co. KG. Seit 1974 ist die Marke PostBier geschützt.

## Geschichte
Das Jahr 1650 wurde vom Heimatforscher Ludwig Scheller als Geburtsjahr der Brauereitradition in Weiler ausgemacht. Über die Jahrhunderte wechselten die Brauereistandorte und -namen in Weiler, bis letztendlich im 19. Jahrhundert die Postbrauerei daraus hervorging. 1849 tauchte erstmals der Name „Zur Post“ auf. Zuvor hieß der Gasthof mit Brauerei „Weißes Rössle“. 1852 wurde die von Josef Anton Wucher geführte Brauerei mit Gasthof zur Königlich Bayerischen Posthalterei und Brauerei erhoben.
1904 wurde der Gasthof in der Fridolin-Holzer-Straße 4 von Jakob Huber erworben und von Georg Bufler zum „Hotel Post“ umgebaut und erweitert. Hierbei wurde 1904/1905 der Seitenflügel des Gasthofes in der Bahnhofstraße abgerissen, ein weiteres Stockwerk mit neuem flacheren Dachstuhl aufgesetzt und die Fassade in harmonischem Jugendstil an den Gesamtkomplex des Bahnhofsviertels angeglichen. Auf der ostseitigen Grünfläche errichtete er das Salettl, einen langgestreckten Gartenpavillon mit zwei Pagodendächern.
1906 kam der Braumeister Anton Zinth sen. (1880–Dezember 1961) nach Weiler und übernahm im Oktober 1907 die damals lokale Braustätte mit Gasthof und Landwirtschaft. Zunächst allein, später gemeinsam mit seinem ältesten Sohn Herbert Zinth sen. (1914–1989), baute er den Betrieb zu einem Mittelstandsunternehmen mit regionaler Bedeutung zwischen Allgäuer Alpen und Bodensee aus. Der Brauereibetrieb wurde 300 Meter weiter nördlich in die Käsgasse 17 verlegt. Georg Bufler erweiterte 1926 das Stammhaus unter Mitnutzung der alten Mälzerei und der Posthalterei und baute es um. Das 1904 von ihm errichtete Salettl wurde wieder abgerissen. 1961 trat auch der zweite Sohn Anton Zinth jun. in die Geschäftsleitung ein, der heute zusammen mit Herbert Zinth jun. den Betrieb führt. Nach umfangreichen Renovierungen wird das Stammhaus seit 2010 als Braustüberl und Hotel geführt.
Die Post Brauerei Weiler verfügt mit der Siebersquelle als einzige Brauerei der Region über einen staatlich anerkannten Mineralbrunnen. Die Siebersquelle wurde 1428 erschlossen. Die Fassung der Quelle befindet sich in der tertiären Gesteinsschicht in 160 Metern Tiefe. Die Post Brauerei Weiler beteiligte sich Mitte des 20. Jahrhunderts an der Quelle. Seit 1989 ist sie alleinige Besitzerin.

## Galerie

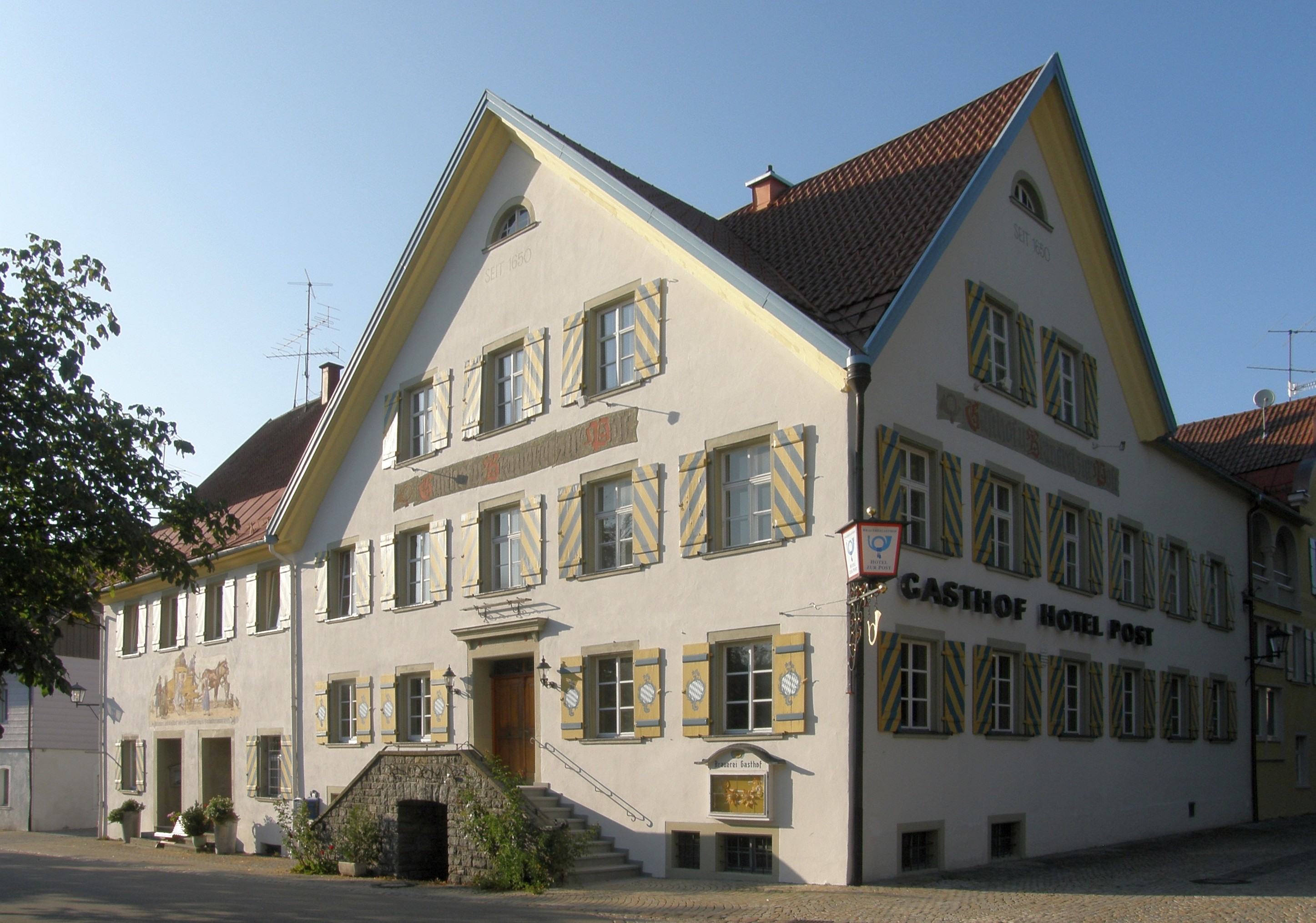
Stammhaus der Post Brauerei Weiler
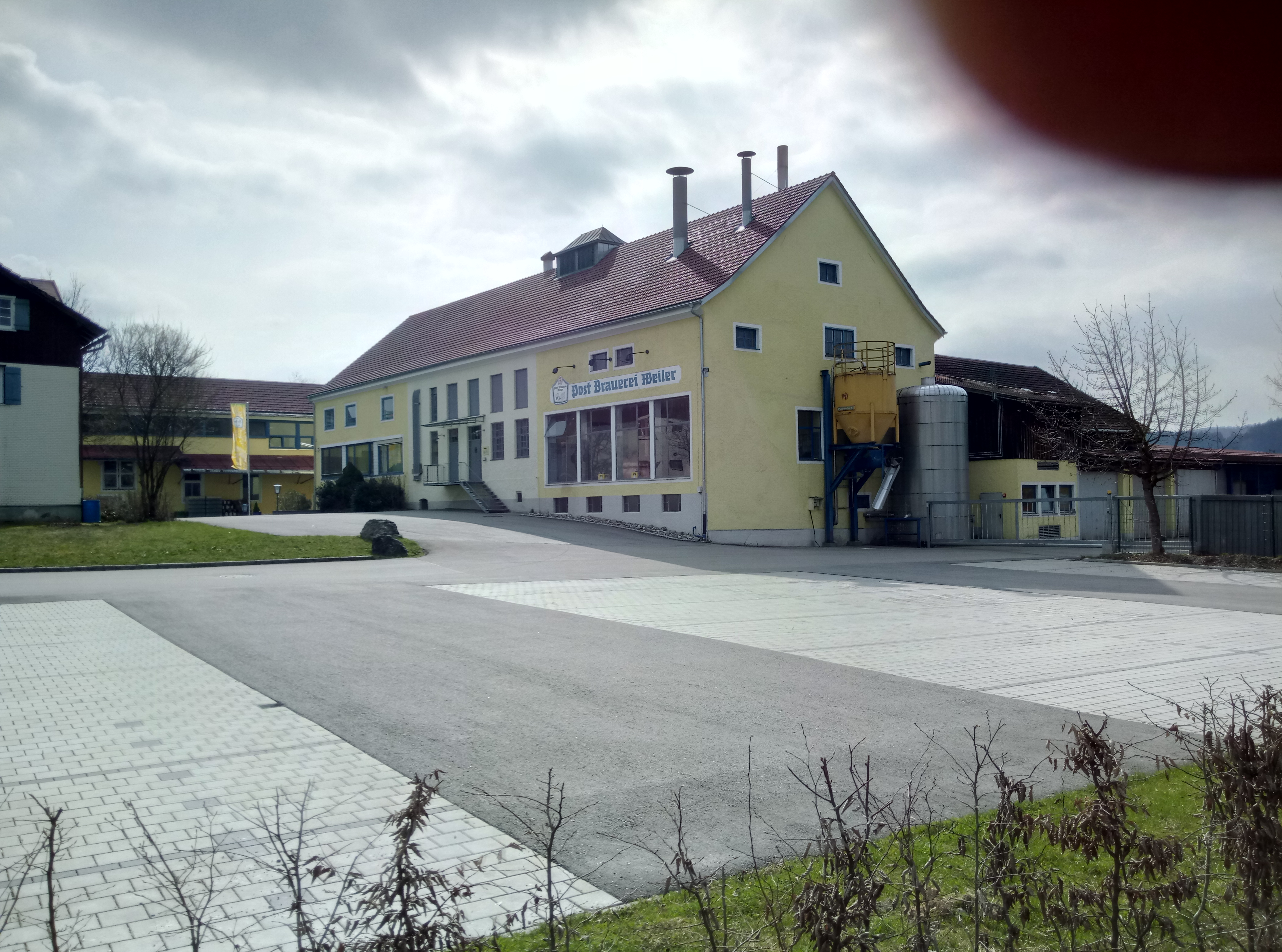
Brauereigebäude
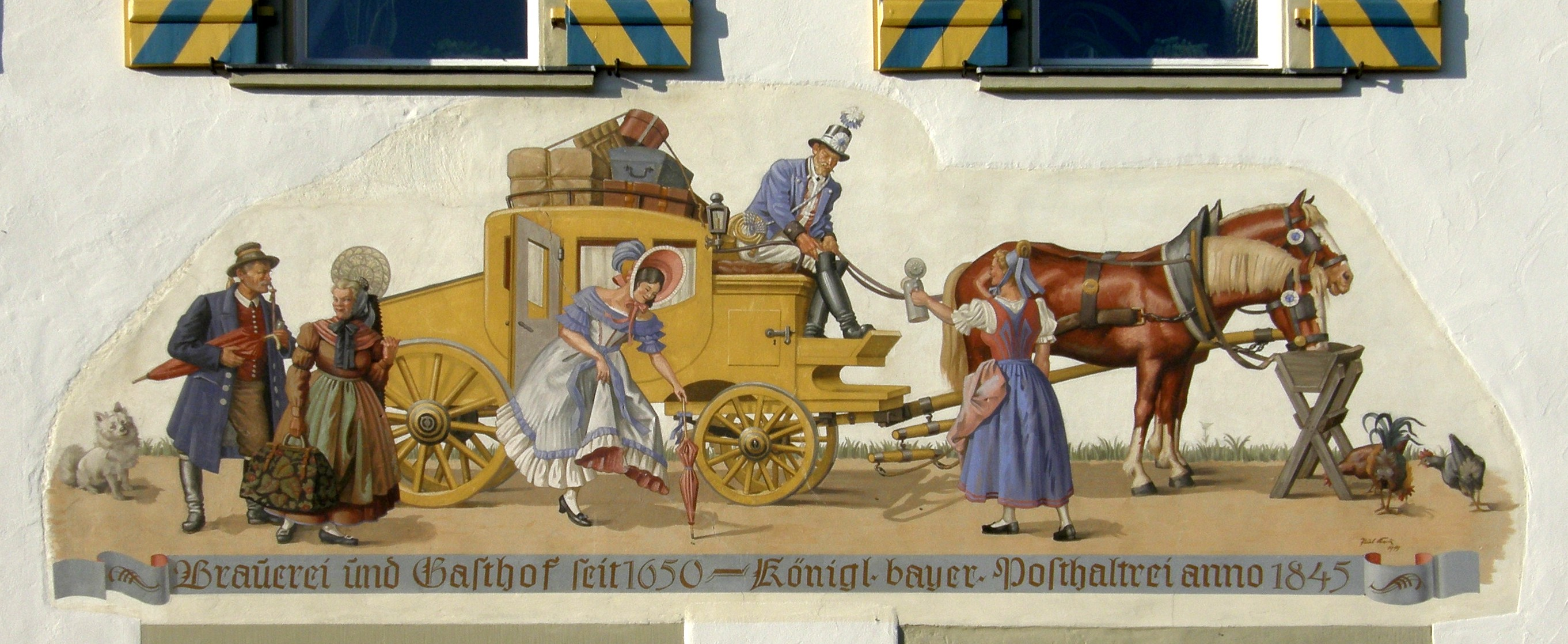
Fassadengemälde am Gasthof von Paul Keck (1904–1973)
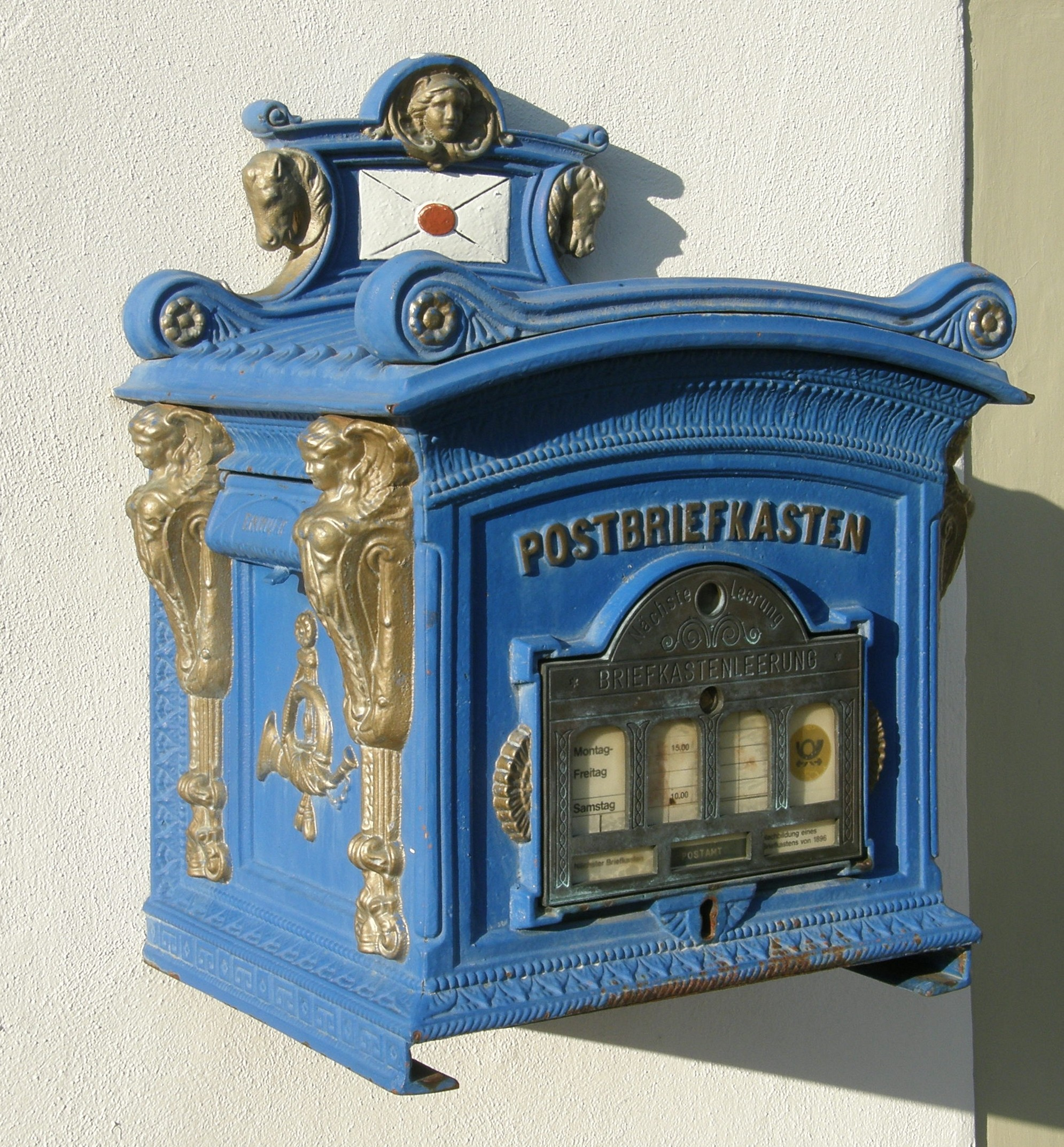
Historischer Briefkasten am „Hotel Post“
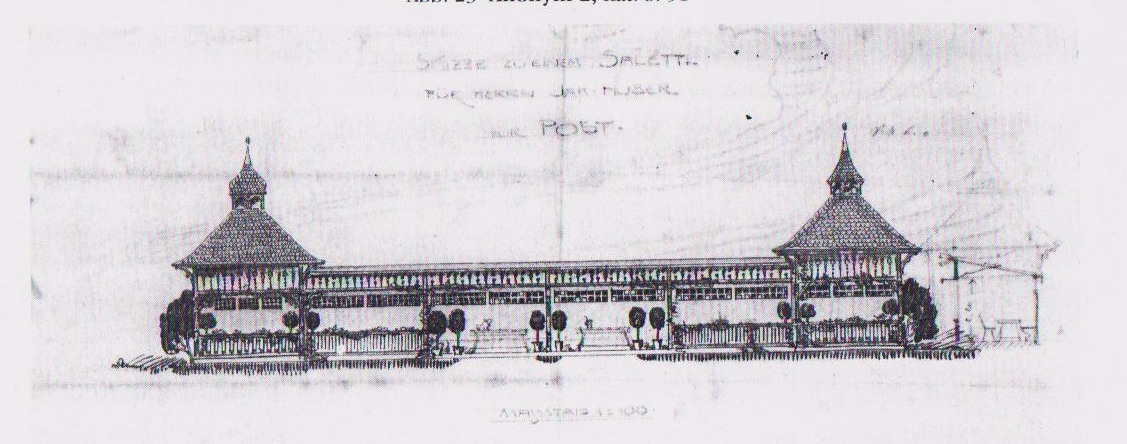
Salettl des „Hotels Post“, 1904 erbaut von Georg Bufler, abgerissen 1926.